# Stefan Posch
Stefan Posch (født 14. maj 1997) er en østrigsk professionel fodboldspiller, som spiller for Serie A-klubben Bologna og Østrigs landshold.

## Klubkarriere

### 1899 Hoffenheim
Posch begyndte sin professionelle karriere hos 1899 Hoffenheim, og gjorde sin professionelle debut med reserveholdet i 2016. Han debuterede for førsteholdet i 2017.

### Bologna
Posch skiftede i august 2022 til Bologna på en lejeaftale med en mulighed for at gøre skiftet permanent. Den 31. maj 2023 blev det annonceret, at lejeaftalen blev gjort permanent.

## Landsholdskarriere

### Ungdomsladshold
Posch har repræsenteret Østrig på flere ungdomsniveauer.

### Seniorlandshold
Posch debuterede for seniorlandsholdet den 10. juni 2019.